# Pellucidar
Pellucidar es un lugar imaginario localizado en el interior de la Tierra, inventado por el novelista estadounidense Edgar Rice Burroughs para una serie de historias de aventuras de acción. En un cruce entre dos de sus series de novelas, Burroughs desarrolló un episodio en el que Tarzán viaja a Pellucidar.
Las historias inicialmente implican las aventuras del heredero minero David Innes y de su amigo el inventor Abner Perry, que utilizan un "topo de hierro" con el que alcanzan una profundidad de 500 millas en el interior de la corteza terrestre. Allí encuentran un mundo subterráneo habitado por indígenas cavernícolas como Tanar. Posteriormente llevarán hasta allí a distintos visitantes del mundo de superficie, como Tarzán, Jason Gridley o Frederich Wilhelm Eric von Mendeldorf und von Horst.

## Geografía
En su ficción, Burroughs describe el planeta Tierra como una concha vacía, con Pellucidar como la superficie interna de aquella concha. Pellucidar es accesible desde el mundo de superficie a través de una apertura polar que permite el paso entre el mundo interior y el exterior. A través de esta apertura un dirigible rígido visita el mundo interior en el cuarto libro de la serie. A pesar de que la superficie interior de la Tierra tiene una área total más pequeña que el exterior, Pellucidar de hecho tiene una área de tierra firme más grande, porque sus continentes son un espejo de los océanos del mundo de superficie, por lo que sus océanos son así mismo un espejo de los continentes de la superficie.
Una peculiaridad de la geografía de Pellucidar es que debido a la curvatura cóncava de su superficie, allí no se divisa ningún horizonte; cuanto más distante está un objeto, más alto aparenta estar, hasta que finalmente se pierde su visión en la calima atmosférica.
Pellucidar está iluminado por un Sol en miniatura suspendido en el centro de la esfera vacía, así que se mantiene perpetuamente elevado, dando la sensación de un mediodía eterno. La única excepción es la región directamente bajo una minúscula Luna geostacionaria del Sol interno; en consecuencia, aquella región permanece bajo un eclipse perpetuo y es conocida como la Tierra de la Sombra Terrible. Esta luna tiene su propia vida vegetal y (presumiblemente) vida animal, y por ello tiene su atmósfera propia o comparte la de Pellucidar. El sol en miniatura nunca cambia de brillo, y nunca se pone; tampoco existen las noche o la progresión de las estaciones.  Los indígenas no tienen un concepto claro del tiempo. Los acontecimientos de la serie sugieren que el tiempo es elástico, variando la velocidad de su paso en diferentes áreas de Pellucidar y variando incluso en localizaciones concretas. También varios personajes del mundo exterior que han vivido un tiempo largo en Pellucidar parecen envejecer despacio y muestran una longevidad considerable. Esto se sabe a través de sus interacciones con personas del mundo exterior, que sirven de referencia para establecer el transcurso del tiempo.

## Cultura
Pellucidar está poblado por personas primitivas y criaturas prehistóricas, notablemente dinosaurios. La región que Innes y Perry encuentran inicialmente, está gobernado por las ciudades de los Mahars, reptiles de vuelo inteligente que se parecen a Rhamphorhynchus con peligrosos poderes psíquicos, que mantienen subyugadas a las pequeñas tribus locales de seres humanos de la Edad de Piedra. Innes y Perry finalmente se unen a las tribus para derrocar el dominio de los Mahar para establecer un Imperio "humano de Pellucidar" en su lugar.
Aunque los Mahars son la especie dominante en las novelas de Pellucidar,  parecen limitados a su puñado de ciudades. Antes de su derrocamiento utilizan a los Sagoths (una raza de hombres-gorila que hablan la misma lengua que los simios de Tarzan) para imponer sus reglas sobre las tribus humanas dentro del área que gobiernan. Aunque las novelas de Burroughs sugieren que el reino de los Mahar está limitado a un área relativamente pequeña del mundo interior, en la secuela autorizada de John Eric Holmes titulada Mahars de Pellucidar se indica que hay otras áreas dominadas por los Mahar.
Dentro y fuera del ámbito de los Mahars se encuentran dispersas numerosas culturas humanas independientes, la mayoría de ellas en el nivel de desarrollo de la Edad de Piedra. Excepciones técnicamente más adelantadas incluyen a los Korsars (corsarios), una sociedad de bandoleros marítimos descendiente de piratas procedentes del mundo exterior, y los Xexots, una civilización indígena de la Edad del Bronce. La mayoría de los habitantes humanos de Pellucidar comparten una lengua mundial común.

## Fauna y flora de Pellucidar

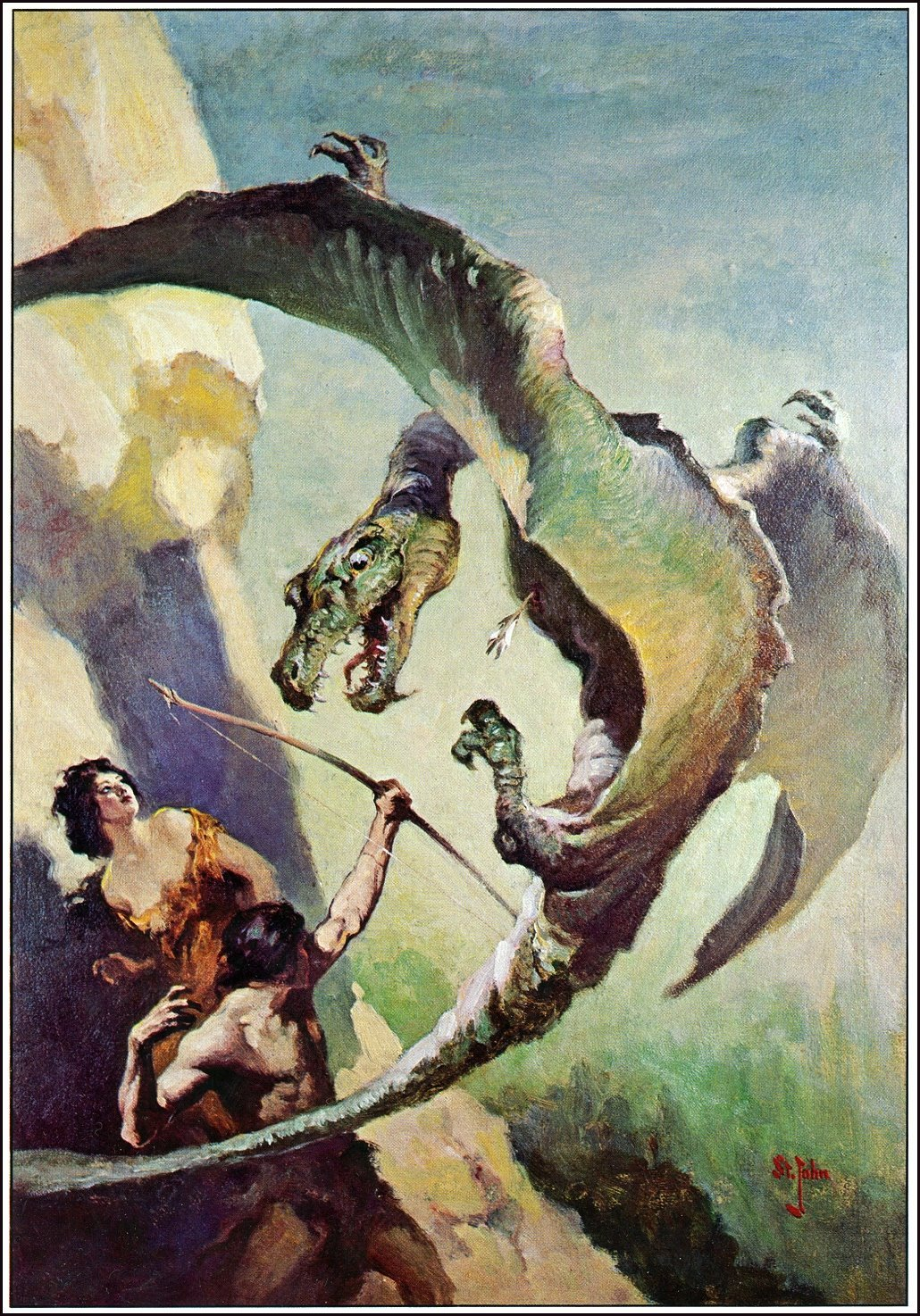
Dibujo de un "thipdar" para la cubierta de En el núcleo de la Tierra (1922), por James Allen St. John

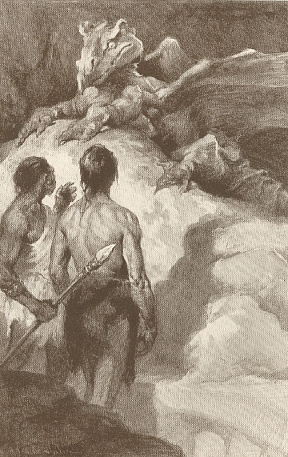
Ilustración interior de En el núcleo de la Tierra (1922), por James Allen St. John

Varios animales residen en Pellucidar. Algunos de ellos son principalmente criaturas prehistóricas extinguidas en el mundo exterior, mientras que otras fueron creadas por Edgar Rice Burroughs.

## Razas y tribus
Pellucidar también alberga enclaves de varias razas y tribus no-humanas o semi-humanas.

## Novelas
1. At the Earth's Core (1914)
2. Pellucidar (1915)
3. Tanar of Pellucidar (1929)
4. Tarzan at the Earth's Core (1929)
5. Back to the Stone Age (1937)
6. Land of Terror (1944)
7. Savage Pellucidar (1963)

## En otros medios de comunicación
Cuando DC Comics obtuvo los derechos de propiedad de la obra de Burroughs a comienzos de los años 1970, se realizó una adaptación en libro de cómic de En el núcleo de la Tierra, que se incluyó en el n° 46 de la serie Korak, Hijo de Tarzan. Después se continuó en  Mundos Extraños n° 1-5, seguido de una adaptación de Pellucidar en n°6-7. Otra historia de Pellucidar apareció en el n° 69 de La Familia de Tarzán.
Pellucidar ha aparecido en una adaptación cinematográfica. La primera novela se filmó como En el núcleo de la Tierra (1976), y fue dirigida por Kevin Connor y protagonizada por Doug McClure como David Innes y Peter Cushing como Abner Perry.
Durante las exploraciones iniciales de la cueva Lechuguilla a finales de los años 1980, una cavidad recibió el nombre de "Pellucidar" en honor de estas historias.[cita requerida]